# Flexstrom

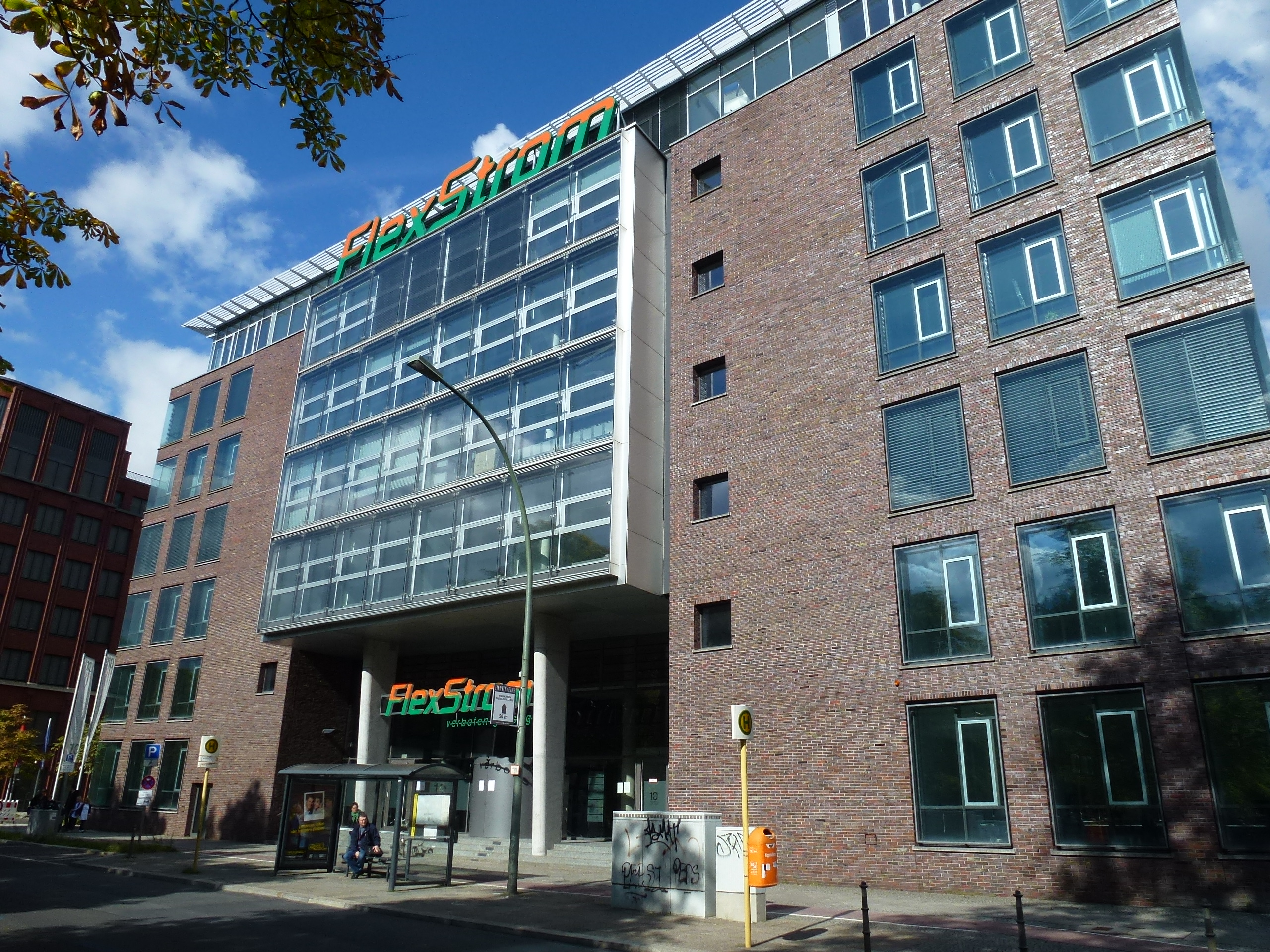
Zentrale der Flexstrom AG am Reichpietschufer in Berlin-Tiergarten

Die Flexstrom AG (eigene Schreibweise FlexStrom) war ein mittelständischer Stromanbieter bzw. Stromdiscounter mit Hauptsitz in Berlin.
Das 2003 gegründete Unternehmen gehörte mit einer Gesamtkundenzahl von mehr als 550.000 in den Jahren 2011 und 2012 zu den größten unabhängigen Strom- und Gasanbietern in Deutschland. Zu Flexstrom gehören die Marke ÖkoFlex, die Stromanbieter Löwenzahn Energie und Optimalgrün sowie der Gasanbieter FlexGas.
Am 12. April 2013 meldeten Flexstrom und die Tochtergesellschaften Optimalgrün und Löwenzahn Energie Insolvenz an. Das Geschäft der Tochter FlexGas wurde zunächst durch einen Investor weitergeführt, meldete aber am 25. April 2013 schließlich ebenfalls Insolvenz an. Insgesamt sind acht Unternehmen von der Insolvenz betroffen. Die Insolvenzverfahren der Flexstrom AG und fünf weiterer Unternehmen wurden am 1. Juli 2013 eröffnet, das der FlexGas Holding am 2. Juli und das letzte schließlich am 3. Juli. Bis Juni 2021 waren die Verfahren noch nicht abgeschlossen.
Gemessen an der Zahl der Gläubiger, rund 835.000 bis März 2014, ist die Insolvenz der Flexstrom-Gruppe noch größer als die damals aufsehenerregende von Teldafax im Jahr 2011 (rund 750.000) und damit die größte in der deutschen Wirtschaftsgeschichte. Im März 2014 waren 511 Mio. Euro Forderungen angemeldet, zum größeren Teil aufgrund von Kunden-Vorauszahlungen.

## Geschichte, Geschäftsmodell
Im Juli 2004 trat die Flexstrom GmbH als unabhängiges Handelsunternehmen in den Strommarkt ein. Im Juni 2006 wurde die Tochtergesellschaft FlexGas GmbH gegründet, die bundesweite Belieferung von Endverbrauchern mit Erdgas wurde aber erst im Mai 2010 aufgenommen. Im Oktober 2008 wurde die Flexstrom GmbH in die nicht börsennotierte Flexstrom AG umgewandelt. Im Dezember 2011 belieferte das Unternehmen nach Angaben eines Magazins über 400.000 Kunden mit Strom, nachdem es alleine im Geschäftsjahr 2010 gemäß Jahresabschluss 293.929 Neukunden akquiriert hatte.
Das Unternehmen bot neben Mindestverbrauchs-Paketen und verbrauchsabhängigen Tarifen für konventionellen Strom auch Tarife für Ökostrom mit RECS-Zertifikaten an. Diese Zertifikate wurden allerdings von anderen Ökostrom-Anbietern, so etwa der Greenpeace Energy e. G., als unzureichend kritisiert.
Seit Mitte 2011 vermarkteten die Hauptaktionäre von Flexstrom, Robert und Thomas Mundt, Strom und Gas außerdem mit Hilfe des am gleichen Sitz firmierenden Unternehmens Löwenzahn Energie GmbH. Auch der Energiehändler OptimalGrün GmbH aus Freyung in Bayern und das Netzwerk-Marketing-Unternehmen OptimalGrün-Direct GmbH, das am Flexstrom-Sitz firmierte, gehörten den Brüdern Mundt.
Flexstrom bot vor allem sogenannte „Strompakete“ für die Laufzeit von einem Jahr an, die im Voraus zu bezahlen waren (Vorkasse). Nach Unternehmensangaben bezahlten mehr als 50 Prozent der Kunden ihren Strom ein Jahr im Voraus, weitere rund 25 Prozent beglichen ihre Rechnungen ein Vierteljahr im Voraus.
Nach Angaben des Handelsblatts verkaufte Flexstrom dabei an Neukunden teilweise Strom zu Preisen, die geringer waren als die Kosten für Umlagen, Steuern, Konzessionsabgaben und Netzentgelte, die zusammen allein 19 bis 20 Cent je Kilowattstunde ausmachten. Versuche, solche defizitären Kunden nach dem ersten Jahr durch Preiserhöhungen von 50 bis zu mehr als 100 Prozent zu gewinnbringenden Kunden zu machen, scheiterten zumeist.
2011 gewann das Unternehmen nach eigenen Angaben 370.000 Neukunden und verlor rund 240.000 Bestandskunden. Die Zahl der Kunden von Flexstrom ging im Jahr 2012 von 403.291 auf 314.000 zurück, bei Optimal Grün war ein Rückgang von 99.874 auf 63.500 zu verzeichnen, während die Löwenzahn Energie 46.310 Kunden auf 97,000 Kunden gewann.
Flexstrom schnitt in Preisvergleichsportalen wie Verivox durch Auslobung eines hohen „Neukunden-Bonus“ in „Aktionstarifen“ besonders günstig ab, wenn dieser – was die Regel war – in die Berechnung der Gesamtkosten für das erste Lieferjahr mit einfloss, obwohl zunächst der normale Preis für das Strompaket ohne Abzug vorauszuzahlen war. Die Stiftung Warentest wies in einer Beispielrechnung nach, dass die Preise ohne Aktionsbonus noch über dem Tarif des lokalen Grundversorgers lagen.
Das Unternehmen gehörte zuletzt zu je 44,92 % dem Vorstandsvorsitzenden Robert Mundt und dem Aufsichtsrat Thomas Mundt sowie zu weiteren je 5,0 % Alexander Felix und dem Vorstandsmitglied Martin Rothe. Die übrigen 0,17 Prozent befanden sich im Streubesitz.

## Stromkennzeichnung
Nach § 42 EnWG zur Stromkennzeichnung sind alle Energieversorgungsunternehmen in Deutschland verpflichtet, die Herkunft des von ihnen gelieferten Stroms anzugeben. Flexstrom veröffentlichte für die Jahre 2008 und 2010 folgende Werte:
| Stromkennzeichnung               | Stromerzeugung Deutschland 2008 | Stromlieferungen Flexstrom 2008 | Stromerzeugung Deutschland 2010 | Stromlieferungen Flexstrom 2010 |
| -------------------------------- | ------------------------------- | ------------------------------- | ------------------------------- | ------------------------------- |
| Erneuerbare Energieträger        | 15,8 %                          | 33,0 %                          | 18,0 %                          | 42,3 %                          |
| Kernenergie                      | 25,4 %                          | 22,4 %                          | 24,5 %                          | 17,6 %                          |
| Fossile Energieträger + sonstige | 58,8 %                          | 44,6 %                          | 54,2 %                          | 40,1 %                          |
| Radioaktiver Abfall (mg/kWh)     | 0,7                             | 0,6                             | 0,7                             | 0,5                             |
| CO2-Emissionen (g/kWh)           | 506                             | 368                             | 494                             | 342                             |

## Entwicklung
Verbraucherorganisationen berichten über häufige Verbraucherbeschwerden über Flexstrom. Die ZDF-Fernsehsendung WISO berichtete schon 2009 kritisch über die Geschäftspraktiken von Flexstrom.

### Rechtsstreite seit 2010
Der von Flexstrom angebotene Neukundenbonus war ab 2010 Gegenstand vielzähliger rechtlicher Auseinandersetzungen, die einerseits mit der Zulässigkeit der AGB-Festlegungen als solchen und andererseits mit ihrer Umsetzung durch Flexstrom befasst waren. Auslöser war immer wieder die Position des Unternehmens, dass eine Bonuszahlung dann nicht geschuldet würde, wenn der Kunde im Laufe des ersten Bezugsjahres zum Ende des Belieferungsjahres gekündigt hat. Das Heidelberger Landgericht bezeichnete die Rechtsauffassung von Flexstrom mit Urteil vom 29. Dezember 2010 als „Augenwischerei“ und „versuchte Bauernfängerei“. Auch das Amtsgericht Tiergarten in Berlin verurteilte am 24. Januar 2011 Flexstrom im Rahmen eines Anerkenntnisurteils zur Zahlung von Bonus, Prozess- und Anwaltskosten an einen Kunden, der genau ein Jahr lang Strom bezogen hatte. Der Bund der Energieverbraucher riet daraufhin, die Zahlung des Neukundenbonus notfalls vor Gericht einzuklagen. Wenngleich sich dem noch einige andere Gerichte anschlossen, wurde die Verwirkungsklausel bzw. die Umsetzung durch Flexstrom in der Folgezeit in erstinstanzlichen Entscheidungen meist für zulässig erachtet. Die Entscheidung des Amtsgerichts Tiergarten wurde im Berufungsverfahren mit Urteil vom 13. Januar 2012 vom Landgericht Berlin aufgehoben, eine Revision allerdings zugelassen und im April 2013 letztinstanzlich wieder zugunsten des Amtsgerichts entschieden (siehe Abschnittsende).
Am 29. April 2011 verurteilte das Landgericht Berlin auf Antrag der Verbraucherzentrale Hamburg die Flexstrom AG zu Berichtigungsschreiben an alle Kunden, bei denen versucht worden war, mit unwirksamen Formulierungen und in verschleiernder Form eines „Flyers“ neue Bedingungen (höhere Preise) für laufende Stromlieferungsverträge zu erzielen.
Ab dem 24. Juni 2011 stellte Flexstrom in seinen AGB durch Ergänzung klar, dass ein Bonus nur bei Vertragsverlängerung über das erste Vertragsjahr hinaus gewährt wird.
Nachdem Verivox mehrfach von Flexstrom verklagt worden war, kündigte Verivox im Dezember 2011 die Geschäftsbeziehung zu Flexstrom mit der Begründung, die Verbraucher müssten sich „darauf verlassen können, dass die Versprechungen der Energieversorger auch eingelöst werden“. Dies sei bei Flexstrom nicht der Fall, denn es deuteten „mehrere tausend Verbraucherbeschwerden eindeutig darauf hin, dass Flexstrom den Neukundenbonus nicht gewährt, wenn die Verbraucher nach zwölf Monaten Vertragslaufzeit wieder wechseln wollen.“ Indem Flexstrom versprochene Boni seinen Kunden gegenüber offenbar nicht auszahle, verstoße der Billiganbieter gegen die Verivox-Richtlinien. Auf der Internetseite von Flexstrom würden zudem ausschließlich solche Urteile zugunsten des Unternehmens gesammelt, um Kunden von Klagen abzuschrecken. Verivox urteilte dazu: „Diesen Umgang mit den Verbrauchern halten wir nicht für fair.“ Verivox entfernte die Flexstrom-Tarife erneut aus dem Preisvergleich und nannte als Gründe hierfür „die nicht verbraucherfreundliche Tarifgestaltung, die mangelnde Bereitschaft, Konflikte außergerichtlich zu lösen und die fehlende Akzeptanz von Gerichtsentscheidungen von Seiten der Flexstrom AG“. Nicht nur die Verbraucherzentralen hätten ständig eine große Anzahl von Beschwerden über Flexstrom zu verzeichnen; auch bei Verivox seien im Jahr 2011 insgesamt 3382 Beschwerden zu Flexstrom und Flexgas eingegangen, von denen sich 2346 auf nicht gezahlte Boni bezogen hätten.
Im Januar 2012 ließ Flexstrom Verivox mittels einstweiligen Verfügungen eine in einem Bericht der Financial Times Deutschland abgedruckte Behauptung zur Anzahl der Kundenbeschwerden und eine zwischenzeitlich vorgenommene Änderung der veröffentlichten Kundenzufriedenheitsbefragung von Verivox untersagen. Eine weitere einstweilige Verfügung erwirkte Flexstrom gegen den Bund der Energieverbraucher aufgrund falscher Behauptungen in einem offenen Brief an die Bundesnetzagentur, der zur Überprüfung von Flexstrom und Löwenzahn Energie aufrief. Er wurde daraufhin aus der Internetpräsenz des BdE entfernt, die kritisierten Aussagen in Pressemitteilungen widerrufen. Die Verfügungen wurde ohne Anhörung der betroffenen Medien erlassen. Nach eigenen Angaben habe sich das besonders betroffene Handelsblatt im Hauptsacheverfahren im März 2013 dagegen in zentralen Punkten durchgesetzt.
Am 17. April 2013 entschied der VIII. Zivilsenat des Bundesgerichtshofs in zwei Revisionsverhandlungen (Urteil VIII ZR 225/12 und Urteil VIII ZR 246/12, beide vom 17. April 2013), dass Flexstrom ehemaligen Kunden einen vertraglich vereinbarten Bonus zahlen muss. Die Kläger hatten 2009 bzw. 2010 mit Flexstrom einen Vertrag über die Belieferung mit elektrischem Strom geschlossen und die Verträge jeweils zum Ende des ersten Vertragsjahres hin gekündigt. Flexstrom hatte die Auszahlung des Bonus aufgrund folgender Klausel in den AGB verweigert: „Wenn Sie als Neukunde einen Vertrag mit Flexstrom schließen, gewährt Ihnen Flexstrom einen einmaligen Bonus. Dieser wird nach 12 Monaten Belieferungszeit fällig und spätestens mit der ersten Jahresrechnung verrechnet. […] Der Bonus entfällt bei Kündigung innerhalb des ersten Belieferungsjahres, es sei denn, die Kündigung wird erst nach Ablauf des ersten Belieferungsjahres wirksam.“ Der BGH entschied: „…dass die Klausel in der hier maßgeblichen Fassung für einen juristisch nicht vorgebildeten Kunden ohne weiteres dahin verstanden werden kann, dass ein Anspruch auf den Bonus bereits dann besteht, wenn der Vertrag – wie hier – mindestens ein Jahr bestanden hat. Die Klausel ist deshalb nach § 305c Abs. 2 BGB in diesem Sinne auszulegen.“

### Schlichtungsstelle Energie
Für Energieversorger besteht seit den am 4. August 2011 in Kraft getretenen Änderungen des Energiewirtschaftsgesetzes die Pflicht zur Teilnahme an von Verbrauchern beantragten Schlichtungsverfahren sowie die Pflicht, Verbraucher auf diese Möglichkeit hinzuweisen, wenn Beschwerden vom Versorger ablehnend beantwortet werden. Die im Oktober 2011 gegründete und von der Bundesregierung anerkannte Schlichtungsstelle Energie entschied am 30. Dezember 2011 in ihrer Schlichtungsempfehlung, dass der von Flexstrom in Aussicht gestellte Bonus auch dann zu zahlen sei, wenn Verbraucher nach einem Jahr den Vertrag kündigten. Darin weist der Ombudsmann und frühere Richter am Bundesgerichtshof Dieter Wolst darauf hin, dass die von Flexstrom selbst angeführten Urteile zugunsten des Unternehmens im Verfahren nach § 495a ZPO (Streitwert unter 600 Euro), also mit weniger strengen Anforderungen an Urteilsfindung und -begründung ergangen seien. Der Ombudsmann schließt sich ausdrücklich der Mindermeinung erstinstanzlicher Urteile an und bezieht sich dabei auf grundlegende Regeln des BGB: Ein Verbraucher müsse nicht mit einer Klausel rechnen, die eine Bonuszahlung nach schriftlicher Bestätigung „an weitere Bedingungen, insbesondere so weitreichende wie die Verlängerung des Vertrages um weitere zwölf Monate knüpft“. Die Bonusklauseln von Flexstrom kritisierte der Ombudsmann in einem Interview als intransparent, unklar und verwirrend und erklärte sie deshalb für unwirksam. Er forderte das Unternehmen Flexstrom auf, innerhalb von vier Wochen zu entscheiden, ob es die Schlichtung anerkenne.
Der Bund der Energieverbraucher äußerte sich davon überzeugt, dass Flexstrom nach dieser Entscheidung, die das Unternehmen 350 Euro Schlichtungsgebühren kostete, den Bonus künftig auszahlen werde, weil „weitere Auseinandersetzungen das Unternehmen finanziell und in seinem Ansehen lediglich weiter schädigen würden“. Auch die Verbraucherzentrale Rheinland-Pfalz wies darauf hin, dass sich durch den Entscheid die Stellung der Verbraucher erheblich verbessert habe, weil die von Flexstrom zu tragende Pauschale von 350 Euro für jedes weitere vor die Schlichtungsstelle getragene Verfahren die Bonuszahlung in der Regel überstiege.
Am 6. Januar 2012 lehnte Flexstrom die Schlichtungsempfehlung jedoch ab und erklärte, den Streit vor Gericht austragen zu wollen. Gleichzeitig kündigte das Unternehmen an, künftig auf die außergerichtliche Vermittlung durch die Schlichtungsstelle zu verzichten und gleich vor Gericht zu gehen, da die außergerichtliche Gebührenpauschale die Kosten eines verlorenen Gerichtsverfahrens übersteigen würde.
Von 14.000 Streitfällen, die bis Ende 2012 bei der Schlichtungsstelle Energie eingingen, entfiel rund ein Viertel auf Flexstrom.

### Verbraucherorganisationen
Die Verbraucherzentrale Schleswig-Holstein kritisierte im Juni 2011 Flexstrom für eigenmächtig und ohne Einwilligung der Kunden vorgenommene Tarifumstufungen und daraus resultierende unzulässige Preiserhöhungen von über 47 %. Betroffenen Kunden empfahl die Verbraucherzentrale, den ohne Rechtsgrundlage erfolgten Preiserhöhungen zu widersprechen.
Im August 2011 kritisierte die Verbraucherzentrale Baden-Württemberg die Geschäftsbedingungen von Flexstrom bei einem Stromanbieterwechsel als verbraucherfeindlich. Flexstrom hatte künftigen Kunden erst bei einer Verzögerung des Lieferbeginns von mehr als sechs Monaten ein Kündigungsrecht eingeräumt, was im Falle einer Zwischenbelieferung durch den Grundversorger für viele Kunden zu hohen Zusatzkosten geführt hatte. Durch eine Klage vor dem Landgericht Berlin (Az.: 15 O 162/11) untersagte die Verbraucherzentrale Baden-Württemberg Flexstrom die Verwendung dieser Vertragsklausel. In ihrem Blog kündigte die Flexstrom AG an, die Klausel trotz des Urteils beizubehalten. Die Verbraucherzentrale Baden-Württemberg kritisierte die Entscheidung von Flexstrom, „Kundenrechte weiterhin mit Füßen treten zu wollen“.
Im September 2011 verlieh der Bund der Energieverbraucher an Flexstrom und einen weiteren Stromanbieter die Negativauszeichnung Trübe Funzel für „außergewöhnlich rüdes Verhalten gegenüber Verbrauchern“.

### Ausgewiesene Bilanzdaten
Die Flexstrom AG wies für das Jahr 2011 einen Bilanzgewinn von 1,4 Millionen Euro aus, nachdem noch für das Jahr 2010 ein Bilanzverlust von 11,5 Millionen Euro, für das Jahr 2009 17,5 Millionen Euro und für 2008 21,7 Millionen Euro bestanden hatte. Mithin wurden in den Bilanzen 2009 und 2010 Überschüsse von zusammen rund 10 Millionen Euro ausgewiesen, während in der von 2008 noch ein Fehlbetrag von 7,5 Millionen Euro verzeichnet worden war.

### Die Insolvenz
Der Bund der Energieverbraucher wies darauf hin, dass die 2011 neu gegründete Löwenzahn Energie GmbH, die zu jener Zeit viele Preisvergleiche anführe, die nahezu selben Eigentümer wie Flexstrom habe und nach demselben Geschäftsprinzip vorgehe. Er warf der Bundesnetzagentur vor, wie schon im Fall Teldafax die ihr gesetzlich zugedachte Kontrollfunktion nicht wahrzunehmen. Ein Teil der Vorwürfe des Bundes der Energieverbraucher gegen Flexstrom erwies sich jedoch als unhaltbar und wurde widerrufen.
Die Bundesnetzagentur hatte allerdings schon im August 2011 schriftlich zu einer früheren, ähnlichen Aufforderung des BdEv Stellung genommen. In dem Schreiben heißt es, die Behörde habe ihre gesetzlichen Möglichkeiten „bereits in der Vergangenheit auch gegenüber Energielieferanten genutzt“. Zugleich betont der Behördenchef: „Bitte haben Sie jedoch Verständnis, dass die auf Basis von Kundenbewertungen auf dem Internetportal Verivox dargestellte Unzufriedenheit mit dem Stromanbieter FlexStrom ein Eingreifen der Bundesnetzagentur nicht rechtfertigt.“ Die Bundesnetzagentur setze als Wettbewerbsbehörde „zuvorderst auf die Kräfte des Wettbewerbs und die Funktion von Marktmechanismen“. Dies bedeute, „dass solche Unternehmen, deren Angebot entweder wirtschaftlich nicht darstellbar ist oder aber nicht den Bedürfnissen der Verbraucher in Bezug auf Preis, Vertragskonditionen […] oder Kundenservice entspricht, sich langfristig nicht am Markt halten können und entweder freiwillig oder im Wege der Insolvenz den Markt verlassen.“
Im März 2012 wurde dem Konkurrenzunternehmen EWE AG per einstweiliger Verfügung untersagt, Flexstrom als insolvent zu bezeichnen.
In der 2. Jahreshälfte 2012 häuften sich bei der Bundesnetzagentur Beschwerden von Netzbetreibern und Informationen über nicht gezahlte EEG-Umlagen. Ab Januar 2013 zahlten Flexstrom und seine Tochtergesellschaften OptimalGrün und Löwenzahn Energie die Umlage auch nach Mahnbescheiden nicht mehr. Am 22. Januar 2013 leitete die Bundesnetzagentur daraufhin ein Verfahren zur Untersagung des Geschäftsbetriebs ein. Das Unternehmen wurde aufgefordert, belastbare Nachweise für seine finanzielle Leistungsfähigkeit vorzulegen. Später wurden auch für Optimal Grün und Löwenzahn Energie entsprechende Verfahren eingeleitet.
Laut Recherchen des Handelsblatts hätten sich bis Anfang 2013 mehr als 50 Netzbetreiber über schleppende Bezahlung durch Flexstrom beklagt. Inzwischen forderten zahlreiche Geschäftspartner Sicherheitsleistungen. Allein am 27. und 28. Dezember 2012 habe Flexstrom mehr als einem Dutzend Unternehmen schriftlich zugesichert, künftig Rechnungen im Voraus zu bezahlen.
Im Januar 2013 stellten die Wuppertaler Stadtwerke (WSW) die Stromzulieferung an zwei Tochterfirmen von Flexstrom aufgrund von Zahlungsschwierigkeiten ein. Auf ein Angebot an Flexstrom, weiterhin Strom gegen Vorkasse zu liefern, erhielten die Stadtwerke nach eigenen Angaben keine Antwort. Nach Angaben von Flexstrom habe das Unternehmen sogar ein Guthaben gehabt und kündigte ein Missbrauchsverfahren gegen den Netzbetreiber an. Im Februar 2013 erhob die Staatsanwaltschaft Bonn Anklage gegen die Verantwortlichen von Flexstrom wegen Insolvenzverschleppung.
Am 12. April 2013 meldeten Flexstrom und die Tochtergesellschaften Optimalgrün und Löwenzahn Energie Insolvenz an. Das Insolvenzverfahren wurde am selben Tag beantragt, an dem die Bundesnetzagentur ein bereits fertiggestelltes Schreiben abschicken wollte, mit dem Flexstrom das Vorkassesystem untersagt worden wäre. Das Hauptzollamt Berlin hatte der Aufsichtsbehörde wenige Tage zuvor eine hohe Steuerschuld mitgeteilt.
Nach Unternehmensangaben seien Kunden 100 Millionen Euro schuldig geblieben. Auf Druck der Bundesnetzagentur gab Flexstrom am 15. April 2013 sein umstrittenes Vorkassemodell auf. Neue und zur Verlängerung anstehende Verträge sollten fortan nur noch monatliche Zahlungen vorsehen.
Nach dem Urteil des Bundesgerichtshofs vom 17. April gab der Insolvenzverwalter bekannt, das Unternehmen werde die Belieferung seiner Kunden einstellen. Am 19. April kündigten die vier großen Übertragungsnetzbetreiber die Verträge mit Flexstrom, wodurch das Unternehmen nicht mehr in der Lage war, seine Kunden zu erreichen. Die Kunden wurden anschließend von den örtlichen Stadtwerken beliefert. Die Tochter Flexgas wurde zunächst durch einen Investor weitergeführt, meldete aber am 25. April 2013 ebenfalls Insolvenz an.
Verbraucherschützer kritisieren, dass das Unternehmen Mitte Mai 2013 an seine inzwischen in die Grundversorgung zurückgefallenen Kunden E-Mails verschickte, in denen es gegen Provision für bestimmte Stromanbieter warb.
Nach Angaben des Insolvenzverwalters im März 2014 haben insgesamt 835.000 Gläubiger Forderungen angemeldet. Dabei handelt es sich zumeist um Kunden, die ihren Strom respektive ihr Gas per Vorkasse bezahlt hatten. Nach der Anzahl der betroffenen Gläubiger ist die Flexstrom-Insolvenz damit das größte Insolvenzverfahren in der Geschichte Deutschlands. Die angemeldeten Forderungen belaufen sich auf 511 Millionen Euro. Es wurden bisher keine Zahlungen geleistet (Stand: November 2018).